# Bassano Staffieri

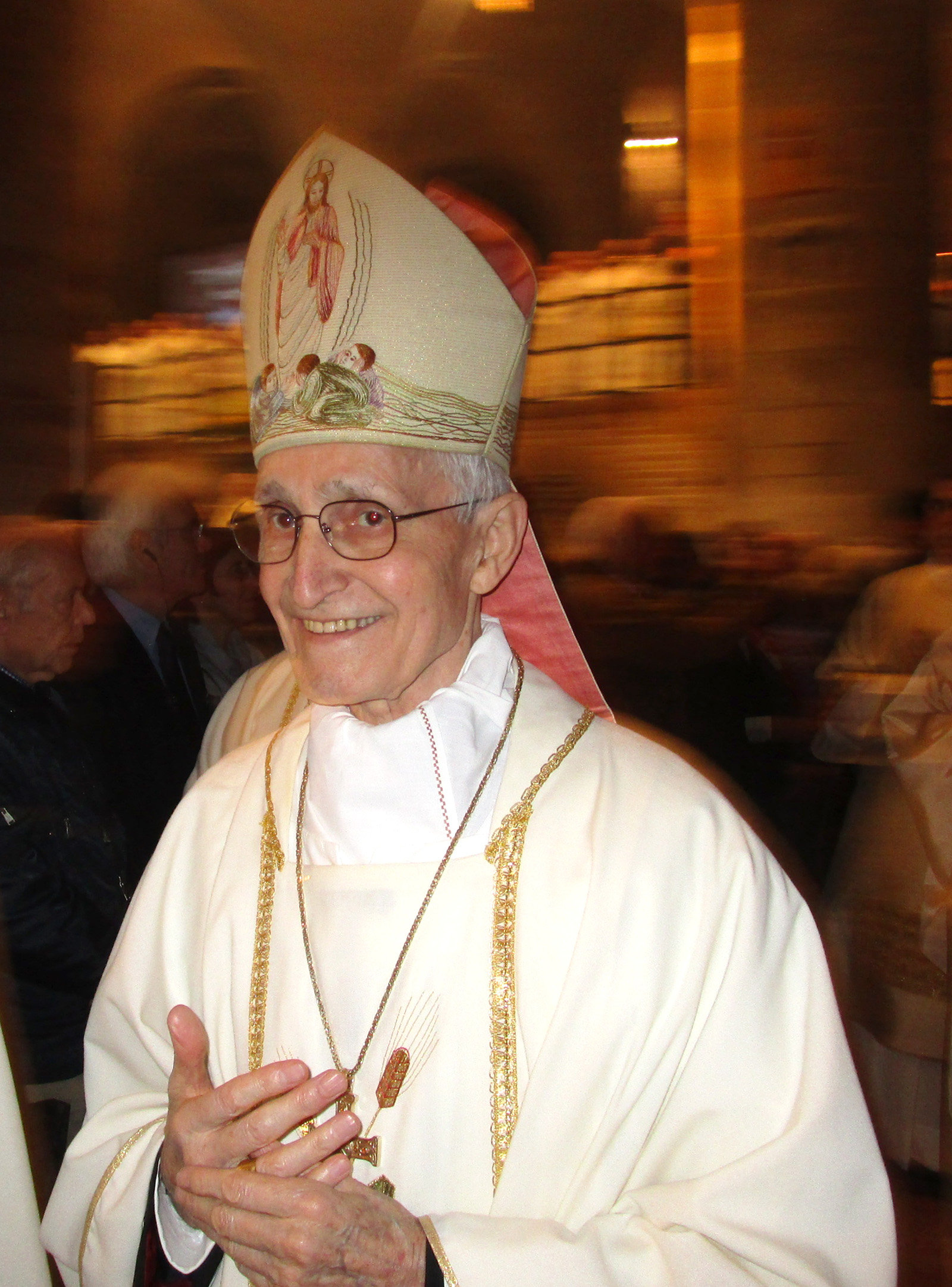
Bischof Bassano Staffieri (2014)

Bassano Staffieri (* 6. September 1931 in Zorlesco, Casalpusterlengo, Provinz Lodi, Lombardei; † 31. Juli 2018 in La Spezia, Provinz La Spezia, Ligurien) war ein italienischer Geistlicher und römisch-katholischer Bischof von La Spezia-Sarzana-Brugnato.

## Leben
Bassano Staffieri trat in das Priesterseminar von Lodi ein und studierte Philosophie sowie Theologie am Institut „Maria Immaculata und St. Pius X“ in Lodi. Erzbischof Tarcisio Vincenzo Benedetti spendete ihm am 9. Juni 1955 die Priesterweihe. Er war Pfarrvikar der Pfarrei Santa Maria Ausiliatrice in Lodi. Er war stellvertretender Direktor und dann Direktor des Jugendhauses und Kirchlicher Assistent des italienischen nationalen Sportzentrums. Zur gleichen Zeit, 1958 bis 1968, wurde er stellvertretender und Kirchlicher Assistent der Diözesanjugend der Katholischen Aktion. Von 1968 bis 1973 war er Rektor des bischöflichen Kollegs.
Bischof Giulio Oggioni ernannte ihn 1973 zum Bischofsvikar und Diözesanassistenten der Katholischen Aktion. Von 1977 bis 1978 war er Generalvikar im Bistum Lodi in den Amtszeiten der Bischöfe Paolo Magnani und Giacomo Capuzzi. Von 1977 bis 1987 war er auch der erste Präsident des „Zentrums für die Familie“ (Centro per la Famiglia) und auch der Diözesancaritas. Er wurde zum Kanonikus des Domkapitels ernannt und war später Erzpriester und Vorsitzender des Domkapitels. Der Rat der Italienischen Bischofskonferenz hat ihn auf Vorschlag des Vorsitzes am 12. Januar 1987 zum Unterstaatssekretär der italienischen Bischofskonferenz CEI ernannt.
Papst Johannes Paul II. ernannte ihn am 11. Juli 1989 zum Bischof von Carpi. Die Bischofsweihe spendete ihm Kardinalvikar Ugo Poletti am 9. September desselben Jahres in der Kathedrale von Lodi; Mitkonsekratoren waren Giacomo Capuzzi, Bischof von Lodi, und Camillo Ruini, Weihbischof in Reggio Emilia-Guastalla. Seit 1990 war er Sekretär der Bischöflichen Kommission für die Familie der CEI.
Am 10. Juli 1999 berief ihn Johannes Paul II. zum Bischof von La Spezia-Sarzana-Brugnato. Am 6. Dezember 2007 nahm Papst Benedikt XVI. sein altersbedingtes Rücktrittsgesuch an. Er war Vizepräsident der ligurischen Bischofskonferenz. Bis zum Amtsantritt seines Nachfolgers Francesco Moraglia am 1. März 2008 stand er als Apostolischer Administrator an der Spitze der Diözese.
Er engagierte sich für die Seligsprechung von Eduard Focherini, der am 15. Juni 2013 in Carpi seliggesprochen wurde.

## Ehrungen
- Ehrenbürgerschaft der Stadt La Spezia (2008)